# Melissa de la Cruz
Œuvres principales
- Série Filles au pair
- Série Les Vampires de Manhattan
- Série Les Sorcières de North Hampton

Melissa de la Cruz, née le 7 septembre 1971 à Manille, aux Philippines, est une autrice américaine de romans pour adolescents.

## Biographie
Melissa de la Cruz a déménagé en 1985 à San Francisco. Là, elle a suivi des études à l’institut du Sacré-Cœur. Elle déménage une seconde fois à New York. Elle reçoit son diplôme en anglais et en histoire de l’art à l’université Columbia. Après, elle travaille comme informaticienne. Elle écrit son premier livre à 22 ans mais il ne sera pas publié. En 1997, elle écrit pour des magazines comme New York Press et Marie Claire. En 2001, elle publie son premier livre, Cat’s Meow. En 2003, elle déménage pour Los Angeles. Un an plus tard, Melissa écrit son premier roman pour adolescents, The Au Pairs. En 2010, elle vit toujours à Los Angeles avec son mari.

## Œuvres

### UniversBlue Blood

#### SérieLes Vampires de Manhattan
1. Les Vampires de Manhattan, Albin Michel Jeunesse, coll. « Wiz », 2007 ((en) Blue Bloods, 2006)
2. Les Sang Bleu, Albin Michel Jeunesse, coll. « Wiz », 2009 ((en) Masquerade, 2007)
3. Les Sang d'Argent, Albin Michel Jeunesse, coll. « Wiz », 2009 ((en) Revelations, 2008)
4. Le Baiser du vampire, Albin Michel Jeunesse, coll. « Wiz », 2009 ((en) The Van Alen Legacy, 2009)
5. Le Secret de l'ange, Albin Michel Jeunesse, coll. « Wiz », 2010 ((en) Misguided Angel, 2010)
6. La Promesse des Immortels, Albin Michel Jeunesse, coll. « Wiz », 2011 ((en) Lost in Time, 2011)
7. Les Portes du paradis, Albin Michel Jeunesse, coll. « Wiz », 2012 ((en) The Gates of Paradise, 2013)
8. (en) After Death, 2023

H. S. Bloody Valentine, Albin Michel Jeunesse, coll. « Wiz », 2011 ((en) Bloody Valentine, 2010)

#### SérieLes Sorcières de North Hampton
Cette saga littéraire vient d'être adaptée en série par la chaîne Lifetime et s'intitule Witches Of East End. La première saison se compose de dix épisodes. La seconde saison comprend treize épisodes, et est la dernière de la série, malgré une fin « qui-n'en-est-pas-une ».
1. Les Sorcières de North Hampton, Orbit, 2013 ((en) Witches of East End, 2011)
2. Le Doux Baiser du serpent, Orbit, 2013 ((en) Serpent's Kiss, 2012)
3. Les Vents de Salem, Orbit, 2014 ((en) The Winds of Salem, 2013)
4. (en) Triple Moon, 2015
5. (en) Double Eclipse, 2016

#### SérieThe New Blue Bloods Coven
1. (en) Vampires of Manhattan, 2014
2. (en) White Nights, 2017

#### Romans indépendants
- Le Pacte des loups, Albin Michel Jeunesse, coll. « Wiz », 2013 ((en) Wolf Pact, 2012)

### SérieFilles au pair
1. Un été pour tout changer, Albin Michel Jeunesse, coll. « Wiz », 2005 ((en) The Au Pairs, 2004)
2. Fabuleux bains de minuit, Albin Michel Jeunesse, coll. « Wiz », 2006 ((en) The Au Pairs: Skinny Dipping, 2005)
3. Une saison en bikini, Albin Michel Jeunesse, coll. « Wiz », 2007 ((en) The Au Pairs: Sun-Kissed, 2006)
4. Glamour toujours, Albin Michel Jeunesse, coll. « Wiz », 2008 ((en) The Au Pairs: Crazy Hot, 2007)

### SérieFrozen
Cette série est coécrite avec Michael Johnston.
1. Frozen, Albin Michel Jeunesse, coll. « Wiz », 2014 ((en) Frozen, 2013)
2. La Cité rouge, Albin Michel Jeunesse, coll. « Wiz », 2015 ((en) Stolen, 2014)
3. La Tour grise, Albin Michel Jeunesse, coll. « Wiz », 2016 ((en) Golden, 2016)

### SérieThe Ring and the Crown
1. (en) The Ring and the Crown, 2014
2. (en) The Lily and the Cross, 2017

### SérieDescendants
Cette série se déroule dans l'univers des téléfilms Descendants. La premier roman se déroule avant le premier film, tandis que les deuxième et troisième tomes font le pont entre le premier et le second volet.
1. L'Île de l'Oubli, Hachette Livre, 2015 ((en) The Isle of the Lost, 2015)
2. Retour sur l'île de l'Oubli, Hachette Livre, 2016 ((en) Return to the Isle of the Lost, 2016)
3. L'île de l'Oubli se rebelle, Hachette Livre, 2017 ((en) Rise of the Isle of the Lost, 2017)
4. Panique sur l'Île de l'Oubli, Hachette Livre, 2019 ((en) Escape from the Isle of the Lost, 2019)
5. (en) Beyond the Isle of the Lost, 7 mai 2024

### SérieNever After
1. (en) The Thirteenth Fairy, 2020
2. (en) The Stolen Slippers, 2022

### SérieThe Queen’s Assassin
1. (en) The Queen’s Assassin, 2020
2. (en) The Queen's Secret, 2021

### Série(Super Secret) Society of Octagon Valley
1. (en) The (Super Secret) Society of the EXTRAordinary, 2023

### Romans indépendants
- (en) Cinder & Glass, 2022
- (en) Snow & Poison, 2023
- (en) The (Super Secret) Octagon Valley Society, 2023
- (en) The Encanto’s Daughter, 2024